# レオノール・シルヴェイラ
レオノール・ダ・シルヴェイラ・モレノ・エ・レモス・ゴメス（Leonor da Silveira Moreno e Lemos Gomes、1970年10月28日 - ）は、ポルトガルの女優。

## 経歴
1970年10月28日、リスボンに生まれる。1993年、『アブラハム渓谷』で主演を務める。2009年、『ブロンド少女は過激に美しく』に出演する。

## フィルモグラフィー
- カニバイシュ（1988年）
- ノン、あるいは支配の空しい栄光（1990年）
- 神曲（1991年）
- アブラハム渓谷（1993年）
- メフィストの誘い（1995年）
- 世界の始まりへの旅（1997年）
- クレーヴの奥方（1999年）
- 家路（2001年）
- 家宝（2002年）
- 永遠の語らい（2003年）
- コロンブス 永遠の海（2007年）
- ブロンド少女は過激に美しく（2009年）
- 家族の灯り（2012年）